# Переступити межу (фільм, 2005)
«Переступити межу» (англ. Walk the Line) — американська біографічна драма режисера Джеймса Менґолда (був також сценаристом), що вийшла 2005 року. У головних ролях Хоакін Фенікс, Різ Візерспун. Стрічку знято на основі реальних подій.
Сценаристом стрічки також був Ґілл Денніс, продюсерами — Джеймс Кіч і Кеті Конрад. Вперше фільм продемонстрували 4 вересня 2005 року у США на кінофестивалі у Тельюрайді.
Переклад та озвучення українською мовою зроблено студією «1+1».

## Сюжет
Стрічка розповідає про життя кантрі-пісняра Джонні Кеша. Від його дитинства на бавовняній фермі у Арканзасі до піку слави у 1960-х роках.

## У ролях
| Актор             | Персонаж                                 | Роль                                                                |
| ----------------- | ---------------------------------------- | ------------------------------------------------------------------- |
| Хоакін Фенікс     | Джонні Кеш (англ. Johnny Cash)           | американський співак-композитор жанрів кантрі, рокабілі і рок-н-рол |
| Різ Візерспун     | Джун Картер Кеш (англ. June Carter Cash) | американська співачка, друга дружина Джонні Кеша                    |
| Джінніфер Ґудвін  | Вівіен Ліберто (англ. Vivian Liberto)    | перша дружина Джонні Кеша                                           |
| Роберт Патрік     | Рей Кеш (англ. Ray Cash)                 | батько Джонні Кеша                                                  |
| Гейлі Енн Нельсон | Роззанна Кеш (англ. Rosanne Cash)        | старша донька Джонні Кеша                                           |
| Даллас Робертс    | Сем Філліпс (англ. Sam Phillips)         | продюсер «Sun Records»                                              |
| Ден Джон Міллер   | Лютер Перкінс (англ. Luther Perkins)     | перший гітарист Джонні Кеша                                         |
| Тайлер Хілтон     | Елвіс Преслі (англ. Elvis Presley)       |                                                                     |
| Вейлон Пейн       | Джеррі Лі Льюїс (англ. Jerry Lee Lewis)  |                                                                     |
| Шутер Дженнінгс   | Вейлон Дженнінгс (англ. Waylon Jennings) |                                                                     |
| Джонатан Райс     | Рой Орбісон (англ. Roy Orbison)          |                                                                     |
| Джонні Холідей    | Карл Перкінс (англ. Carl Perkins)        |                                                                     |
| Дж. Д. Евермор    |                                          | агнет ФБР                                                           |

## Сприйняття

### Критика
Фільм отримав позитивні відгуки: Rotten Tomatoes дав оцінку 82 % на основі 203 відгуків від критиків (середня оцінка 7,2/10) і 86 % від глядачів із середньою оцінкою 3,9/5 (541,995 голосів). Загалом на сайті фільм має позитивний рейтинг, йому зарахований «стиглий помідор» від кінокритиків і «попкорн» від глядачів, Internet Movie Database — 7,8/10 (148 865 голосів), Metacritic — 72/100 (39 відгуків критиків) і 7,9/10 від глядачів (198 голосів). Загалом на цьому ресурсі від критиків і від глядачів фільм отримав позитивні відгуки.

### Касові збори
Під час показу у США, що почався 18 листопада 2005 року, протягом першого тижня фільм показали в 2961 кінотеатрі і він зібрав 22347341 $, що на той час дозволило йому зайняти 2 місце серед усіх прем'єр. Показ тривав 168 днів (24 тижні) і завершився 4 травня 2006 року. За цей час фільм зібрав у прокаті у США 119519402 $, а у решті світу — 66919481 $, тобто 186438883 $ загалом при бюджеті 28 млн $. Від продажу DVD-дисків було виручено 125,310,861 $.

### Нагороди і номінації[8]
| Рік  | Нагорода                                           | Категорія                                   | Номінант                                                    | Результат |
| ---- | -------------------------------------------------- | ------------------------------------------- | ----------------------------------------------------------- | --------- |
| 2006 | 78-ма церемонія вручення нагороди «Оскар»          | Найкраща жіноча роль                        | Різ Візерспун                                               | Перемога  |
| 2006 | 78-ма церемонія вручення нагороди «Оскар»          | Найкраща чоловіча роль                      | Хоакін Фенікс                                               | Номінація |
| 2006 | 78-ма церемонія вручення нагороди «Оскар»          | Найкращий монтаж                            | Майкл Маккаскер                                             | Номінація |
| 2006 | 78-ма церемонія вручення нагороди «Оскар»          | Найкращий дизайн костюмів                   | Аріанна Філліпс                                             | Номінація |
| 2006 | 78-ма церемонія вручення нагороди «Оскар»          | Найкращий звук                              | Пол Мессі, Даґ Гемфілл, Пітер Ф. Курленд                    | Номінація |
| 2006 | 63-тя церемонія вручення нагороди «Золотий глобус» | Найкраща чоловіча роль — комедія або мюзикл | Хоакін Фенікс                                               | Перемога  |
| 2006 | 63-тя церемонія вручення нагороди «Золотий глобус» | Найкраща жіноча роль — комедія або мюзикл   | Різ Візерспун                                               | Перемога  |
| 2006 | 63-тя церемонія вручення нагороди «Золотий глобус» | Найкращий фільм — комедія або мюзикл        | стрічка                                                     | Перемога  |
| 2006 | Премія БАФТА у кіно                                | Найкраща чоловіча роль                      | Хоакін Фенікс                                               | Номінація |
| 2006 | Премія БАФТА у кіно                                | Найкраща жіноча роль                        | Різ Візерспун                                               | Перемога  |
| 2006 | Премія БАФТА у кіно                                | Найкраща музика до фільму                   | Ті-Бон Барнет                                               | Номінація |
| 2006 | Премія БАФТА у кіно                                | Найкращий звук                              | Пол Мессі, Даґ Гемфілл, Пітер Ф. Курленд, Дональд Сильвестр | Перемога  |

## Виноски
1. ↑  Також «Перетнути межу» або «Заступити за межу». Коректний переклад англійської ідіоми walk the line — «бути вірним», «зберігати вірність»